# Popis Umbrovih korisnika
Umbro sa svojim sportskim proizvodima i opremom opskrbljuje mnoge eminentne nogometne klubove i nacionalne reprezentacije. Kako bi tvrtka povećala vlastitu marketinškupropagandu, tvrtka je angažirala mnoge svjetske nogometaše kao "manekene branda". Najpoznatiji među njima su engleski nogometaši Michael Owen i John Terry te bivši portugalski reprezentativac Deco.
U Hrvatskoj su najpoznatiji korisnici Umbrovih proizvoda nogometni prvoligaši Hajduk i Zadar, dok je prije više od 10 godina Umbrove sportske dresove koristila tadašnja NK Croatia Zagreb.
U SAD-u Umbro je tokom 2006. obskrbljivao nekoliko klubova nogometne USF lige(United Soccer League). Riječ je o klubovima Carolina RailHawks, Charleston Battery i Vancouver Whitecaps. Četvrti klub, California Victory koristio je Umbrove gostujuće dresove, dok su se za domaće utakmice koristili dresovi tvrtke Kelme. S nekim nogometnim momčadima Umbro je produljio ugovore dok je kod nekih klubova, istekom ugovora prekinuta suradnja
Osim sportaša, Umbro opsrbljuje i nogometne suce u engleskoj Premier ligi dok se u istom prvenstvu koriste lopte tog proizvođača. U sezoni 2007./08. Umbro je opskrbljivao i suce u peruanskoj nogometnoj ligi.
Lista Umbrovih klijenata je velika te obuhvaća čitav Svijet, odnosno sve kontinente (izuzev Antarktike).

## Popis Umbrovih klijenata

### Nacionalne nogometne reprezentacije
- Azerbajdžan
- Bangladeš
- Dominikanska Republika
- Kazahstan
- Mauritanija
- Norveška
- Portoriko
- Irska
- Tadžkistan
- Tajvan

### Nogometni klubovi

#### Sjeverna, središnja i južna Amerika
| - Almirante Brown (od srpnja 2010.) - Santa Fe - Paranaense - Santos - São José - Colo-Colo - Everton - Ñublense - Liga Deportiva Universitaria - Platense - Portmore United |  | - Vancouver Whitecaps - América de Cali - Santa Fe - Liberia Mía - Cruz Azul - Real Estelí - San Francisco - Independiente - Chepo - Orion - Navy Bay |  | - América Cochahuayco - Sporting Cristal - Universitario de Deportes - Universidad San Martín - Puerto Rico Islanders - FAS - Austin Aztex - Carolina RailHawks - Charleston Battery - Rochester Rhinos - Nacional |

#### Azija
| - Fourway Athletics - PSIS Semarang - Gamba Osaka - Kashiwa Reysol - Honda - Sagan TOSU - Ventforet Kofu - Kelantan FA |  | - Muscat Club - Balestier Khalsa - Singapore Armed Forces - Bangkok Glass - Rajnavy Rayong - Tak - Al-Ahli Club - Dubai Club |

#### Oceanija
- YoungHeart Manawatu
- Hawke's Bay United
- Napier City Rovers
- Wellington Olympic
- The Sam

#### Europa
| - LASK Linz - ABN Bärdä - Dinamo Brest - Torpedo Zhodino - Bohemians Prag - Brno - Jablonec - Mladá Boleslav - Slavia Prag - Slovácko - Teplice - Esbjerg - Silkeborg - Blackburn Rovers - Lincoln City - Nottingham Forest - Haka Valkeakoski - Lahti |  | - Oulu - Vaasan Palloseura - Hajduk Split - Zadar - Bray Wanderers - Dundalk - Longford Town - Salthill Devon - Shamrock Rovers - Shelbourne - St Patrick's Athletic - Víkingur - Cisco Roma - Giulianova - Legnano - Taranto Sport - Varese - Viterbese |  | - Hapoel Haifa - Hapoel Tel-Aviv - Esil Bogatyr - Dinaburg - Jaunība Rīga - Vilnius - Aalesunds - Ålgård - FK Haugesund - Fredrikstad - Start - KIL Toppfotball - ŁKS Łódź - Wisła Kraków - Dacia Mioveni - Delta Tulcea - Farul Constanţa - Vaslui - Alania Vladikavkaz - Dinamo Moskva - FK Moskva - Rubin Kazan |  | - Spartak Nalčik - Torpedo Moskva - Crusaders - Dundela - Glentoran - Linfield - Lisburn Distillery - Košice - Ružomberok - Novi Pazar - Glasgow Rangers - Hearts - Livingston - Elfsborg - Gefle - Landskrona BoIS - Kocaelispor - Metalurg Donjeck - Tavrija Simferopol - Swansea City - Wrexham |

## Manekeni UMBRO-a
| - Lorik Cana - Hernán Crespo - Lucas Barrios - Esteban Fuertes - Cristian Muñoz - José Sand - Diego Cavalieri - Chicão - Alex Dias - Dodô - Fernando - Madson - Roger - Souza - Souza - Cleiton Xavier - Tomáš Ujfaluši - José Pedro Fuenzalida - Esteban Paredes - Manuel Villalobos - Nick Barmby - Darren Bent - Curtis Davies |  | - Andy Dawson - Michael Dawson - Joe Hart - Jordan Henderson - Tony Hibbert - Phil Jagielka - David James - Michael Mancienne - Fabrice Muamba - Nedum Onuoha - Leon Osman - Michael Owen - Kevin Philips - Ryan Shawcross - John Terry - Stephen Warnock - François Clerc - Gaël Clichy - Matthieu Delpierre - Jean-Pascal Mignot - Florent Sinama-Pongolle - Wilson Palacios - Kevin Kilbane |  | - David Meyler - Andy Reid - Ricardo Fuller - Yasuhito Endo - Mario Yepes - Brede Hangeland - Bjørn Helge Riise - Paulo da Silva - José Luis Carranza - Nolberto Solano - Juan Manuel Vargas - Deco - Duda - Eliseu - Pepe - Tonel - Colin Coates - Glenn Ferguson - Gary Hamilton - Kyle Lafferty - Peter Thompson - Barry Ferguson - Diego Capel - Iñigo Díaz de Cerio |  | - Jordi Codina - Manu del Moral - Michel Ferrero - Andoni Iraola - Juanito - Juanlu - David López - Diego López - Luis García Fernández - Luis Garcia - Luis Morán - Marcos García Barreno - Jaime Gavilán - Roberto - Juan Rodriguez - Rubén - Michel Salgado - Víctor Sánchez - Sisi - Anders Svensson - Matias Aguirregaray - Carlos Bueno |

## Vanjske poveznice
- Umbro.com  Arhivirana inačica izvorne stranice od 17. kolovoza 2012. (Wayback Machine)